# Seznam zápasů československé fotbalové reprezentace 1925
V roce 1925 odehrála československá fotbalová reprezentace 3 mezistátní zápasy. Všechna utkání byla nesoutěžní. Celková bilance byla 3 výhry. Mužstvo ve všech utkáních vedl asociační kapitán Henčl.

## Přehled zápasů
| 24. května 1925 přátelské             |       |              |                                                   |
| Československo                        | 3 – 1 | Rakousko     | AC Sparta, Praha diváci: 15 000 rozhodčí: Barette |
| Sedlacsek 28' J.Čapek 58' Severin 63' |       | 52' Swatosch | AC Sparta, Praha diváci: 15 000 rozhodčí: Barette |

| 11. října 1925 přátelské |       |          |                                                     |
| Československo           | 2 – 0 | Maďarsko | AC Sparta, Praha diváci: 21 000 rozhodčí: Retschury |
| Perner 49' Dvořáček 78'  |       |          | AC Sparta, Praha diváci: 21 000 rozhodčí: Retschury |

| 28. října 1925 přátelské                                          |       |            |                                                 |
| Československo                                                    | 7 – 0 | Jugoslávie | SK Slavia, Praha diváci: 15 000 rozhodčí: Mauro |
| Dvořáček 36', 40', 66' Steiner 6' Wimmer 24' Silný 41' Šoltys 82' |       |            | SK Slavia, Praha diváci: 15 000 rozhodčí: Mauro |

## Soupisky jednotlivých utkání

### ČSR – Rakousko
- ČSR: Štaplík – A.Hojer, F.Hojer – Kolenatý, Káďa, Červený – Wimmer, Sedlacsek (Severin), Vaník, J.Čapek, Kratochvíl

- Rakousko: Aigner – Rainer, Blum – Geyer, Hoffmann, Kurz – Cutti, Häusler, Gschweidl, Swatosch, Fischer

### ČSR – Maďarsko
- ČSR: Hochman – A.Hojer, Perner – Kolenatý, Káďa, Červený – Váňa, Poláček, Dvořáček, J.Čapek, Kratochvíl

- Maďarsko: Fischer – Dudas, I.Senkey – Fuhrman, Kléber, Nyúl – G.Senkey, Molnar, Kautzky, Szücs, Kohut

### ČSR – Jugoslávie
- ČSR: Hochman – Perner, Steiner – Mahrer, Káďa, Červený – Wimmer, Šoltys, Silný, Dvořáček, Jelínek

- Jugoslávie: Mihelčić – Vrbančić, Ivković – Marjanović, Premerl, V.Poduje – Š.Poduje, Benčić, Luburić, Petković, Radić